# R-net

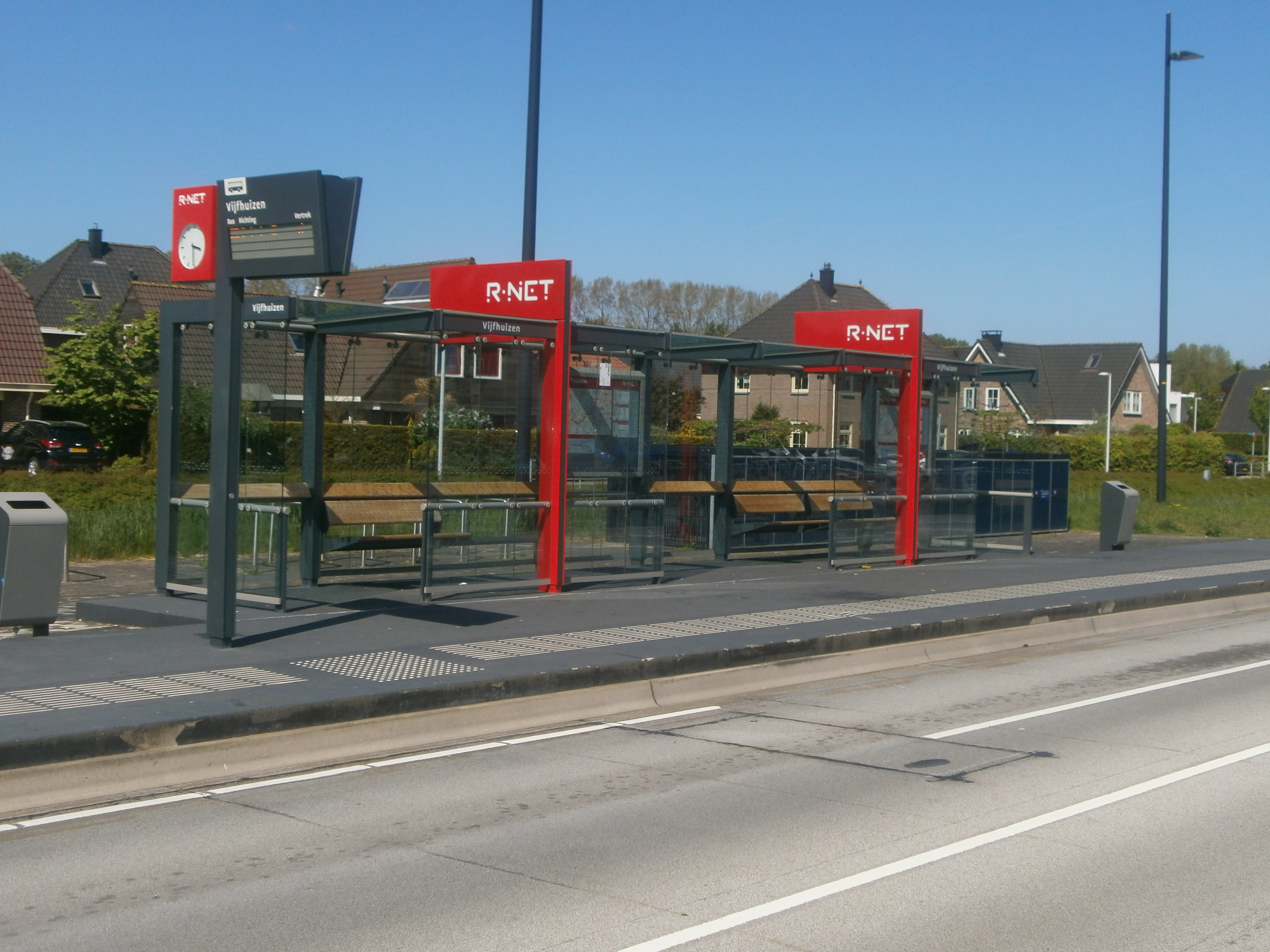
Bushaltestelle in der Gemeinde Haarlemmermeer

R-net oder Randstadnet (deutsch Randstad-Netz) ist ein Verkehrskonzept von Behörden und Verkehrsunternehmen in Randstad, einem Ballungsgebiet im Westen der Niederlande. Die von verschiedenen Verkehrsunternehmen betriebenen Züge, U-Bahnen, Straßenbahnen und Busse sollen im Einzugsgebiet ein hochwertiges öffentliches Verkehrsnetz (niederländisch hoogwaardig openbaar vervoer) schaffen und für Reisende an ihrer Corporate Identity wiedererkennbar sein.

## Geschichte

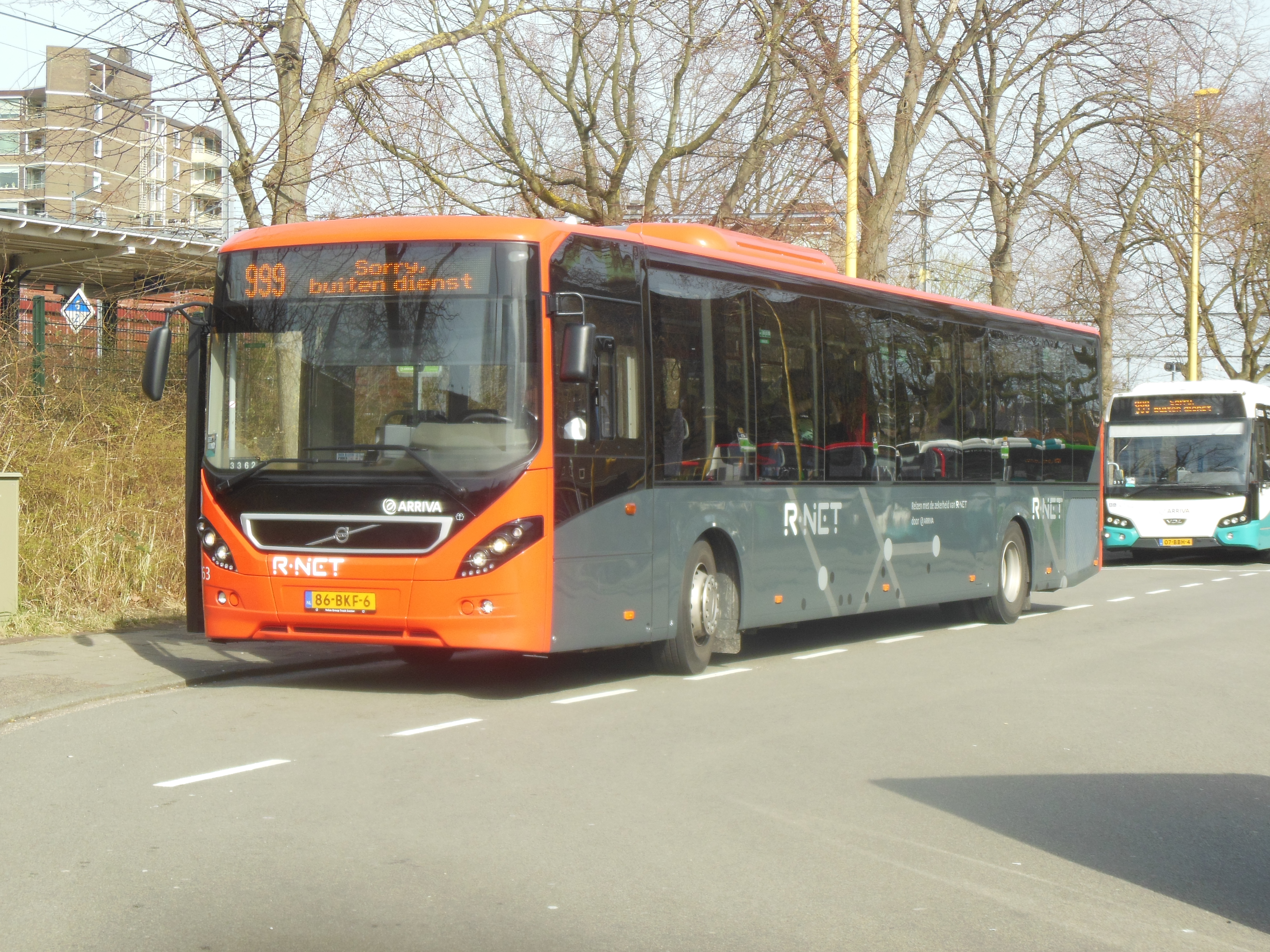
Bus von Arriva in Gouda

R-net ging aus einer Initiative des OV-bureau Randstad (deutsch „ÖV-Büro Randstad“) hervor. Die in rot-grauer Farbe als Corporate Identity gestalteten Verkehrsmittel werden in dieser Form seit 2011 verwendet. Zu diesem Zeitpunkt fuhren die ersten Busse in der Region um Amsterdam in der rot-grauen Farbkombination. Die Corporate Identity basiert auf dem Farbbild der auf dem Zuidtangent in der Stadsregio Amsterdam verkehrenden Buslinien. Im Jahr 2013 unterzeichneten die Provinzen Flevoland, Noord-Holland, Utrecht, Zuid-Holland und die Stadtregionen Amsterdam, Rotterdam und Haaglanden sowie Bestuur Regio Utrecht gemeinsam mit dem Ministerie van Infrastructuur en Waterstaat ein Übereinkommen über die Entwicklung des sogenannten „R-net“. Bis dato bestand R-net ausschließlich aus Buslinien, die im Großraum Amsterdam sowie in den Gemeinden Hilversum und Huizen verkehrten. Seitdem wird das Netz über Randstad sukzessiv ausgebreitet, sodass mittlerweile auch Eisenbahn-, U-Bahn- und Straßenbahnlinien Bestandteil des Verkehrsprojektes R-net sind. Im Jahr 2019 werden die Verkehrslinien von den Unternehmen Arriva, Connexxion, EBS, GVB, HTM, Keolis, Nederlandse Spoorwegen, Qbuzz und RET betrieben.

## Zukunft
Ein von den Behörden aufgestelltes Zukunftskonzept sieht eine Ausbreitung von R-net auf das gesamte Gebiet der Randstad bis zum Jahr 2028 vor. Es ist geplant, dass in der Region der ehemaligen Plusregio Haaglanden ab 2019/2020 Busse von R-net fahren. Im Jahr 2020 sollen zudem zwei weitere Busverbindungen und eine neue Straßenbahnlinie entstehen. Vom Bahnhof Leiden Centraal aus soll eine Buslinie zum Leuchtturm in Katwijk führen, während eine andere Route zum European Space Research and Technology Centre in Noordwijk verlaufen soll. In der Hauptverkehrszeit sollen die Bushaltestellen sechs Mal pro Stunde frequentiert werden. Nachdem die Sneltramlinie 51 am 3. März 2019 von der neuen U-Bahn-Linie 51 abgelöst worden ist, soll eine neue Straßenbahnlinie, die Amsteltram, zwischen dem Bahnhof Amsterdam Zuid und Uithoorn die Sneltramlinie 51 ersetzen.

## Kritik
R-net erhielt unter anderem Kritik wegen der Streichung von Bushaltestellen und der hohen Kosten für die Errichtung von Busfahrstreifen. Dass die Zahl der Haltestellen verringert werde, habe vor allem Nachteile für Senioren, die auf ein dichtes Haltestellennetz angewiesen seien und alternativ Sammeltaxis nutzen müssten.

## Liniennetz
Derzeit umfasst R-net ein Netz aus Eisenbahn-, U-Bahn-, Straßenbahn- und Buslinien, das sich über das Gebiet der Provinzen Flevoland, Noord-Holland und Zuid-Holland erstreckt.

### Provinz Flevoland

#### Konzession Busvervoer Almere
Die Konzession Busvervoer Almere wird von Keolis betrieben und umfasst das Gebiet zwischen Almere und Amsterdam.
| Linie | Strecke                                                     | via            | Anmerkung                       |
| ----- | ----------------------------------------------------------- | -------------- | ------------------------------- |
| 322   | Amsterdam, Station Amstel – Almere, Station Parkwijk        | Diemen, Muiden |                                 |
| 323   | Amsterdam, Station Bijlmer ArenA – Almere, Station Parkwijk | Diemen, Muiden | fährt nicht werktags in der HVZ |
| 326   | Blaricum, Carpoolplaats – Almere, Station Centrum           |                | kein Spät- und Wochenendverkehr |
| 327   | Amsterdam, Station Amstel – Almere Haven                    | Diemen, Muiden |                                 |
| 328   | Amsterdam, Station Bijlmer ArenA – Almere Haven             | Diemen, Muiden |                                 |

### Provinz Noord-Holland

#### Konzession Amstelland-Meerlanden
In der Konzession Amstelland-Meerlanden fahren Busse des Verkehrsunternehmens Connexxion.
| Linie | Strecke                                                            | via | Anmerkung                                       |
| ----- | ------------------------------------------------------------------ | --- | ----------------------------------------------- |
| 300   | Haarlem Station – Amsterdam, Station Bijlmer ArenA                 | Vijfhuizen, Hoofddorp, De Hoek, Schiphol, Amstelveen, Ouderkerk aan de Amstel                              | zuvor Zuidtangent                               |
| 340   | Haarlem Station – Mijdrecht, Rondweg                               | Heemstede, Hoofddorp, Aalsmeer, Uithoorn                                                                   | höhere Frequenz zwischen Hoofddorp und Uithoorn |
| 341   | Hoofddorp, Spaarne Gasthuis – Amsterdam, Station Zuid              | Hoofddorp, De Hoek, Schiphol, Station Amstelveenseweg                                                      |                                                 |
| 342   | Uithoorn Busstation – Schiphol Noord                               | Aalsmeer, Rozenburg, Schiphol                                                                              |                                                 |
| 346   | Haarlem Station – Amsterdam, Station Zuid                          | Station Amstelveenseweg, VU medisch centrum, De Boelelaan/VU                                               | auf der Linie verkehren Doppeldeckerbusse       |
| 347   | Amsterdam, Busstation Elandsgracht – Uithoorn Busstation           | Centrum, Haarlemmermeerstation, Olympisch Stadion, Station Amstelveenseweg, VU medisch centrum, Amstelveen |                                                 |
| 348   | Amsterdam, Station Zuid – Uithoorn Busstation                      | VU medisch centrum, Amstelveen                                                                             |                                                 |
| 356   | Haarlem Station – Amsterdam, Station Bijlmer ArenA                 | Badhoevedorp, Schiphol, Amstelveen, Station Oranjebaan, Ouderkerk aan de Amstel                            |                                                 |
| 357   | Amsterdam, Busstation Elandsgracht – Aalsmeer, Hortensiaplein      | Centrum, Haarlemmermeerstation, Olympisch Stadion, Station Amstelveenseweg, VU medisch centrum, Amstelveen |                                                 |
| 358   | Amsterdam, Station Zuid – Kudelstaart, Bilderdammerweg             | VU medisch centrum, Amstelveen, Aalsmeer                                                                   |                                                 |
| 397   | Nieuw-Vennep, Getsewoud (P+R) – Amsterdam, Busstation Elandsgracht | Hoofddorp, De Hoek, Schiphol                                                                               | Beispiel                                        |

#### Konzession Gooi en Vechtstreek
Die in der Konzession Gooi en Vechtstreek verkehrenden Buslinien werden von Transdev bewirtschaftet.
| Linie | Strecke                                       | via                                       | Anmerkung      |  |
| ----- | --------------------------------------------- | ----------------------------------------- | -------------- |  |
| 320   | Amsterdam, Station Amstel – Hilversum Station | Diemen, Muiden, Naarden, Huizen, Blaricum | zuvor Regionet |  |
| 321   | Amsterdam, Station Zuid – Huizen Busstation   | Diemen, Muiden, Naarden                   |                |  |

#### Konzession Haarlem-IJmond
Die Konzession Haarlem-IJmond wird von Connexxion unterhalten.
| Linie | Strecke                                                    | via                    | Anmerkung                                                    |
| ----- | ---------------------------------------------------------- | ---------------------- | ------------------------------------------------------------ |
| 382   | Amsterdam, Station Sloterdijk – IJmuiden, IJmuiden aan Zee | Westpoort, Velsen-Zuid | höhere Frequenz zwischen Amsterdam und IJmuiden Dennekoplaan |
| 385   | Haarlem Station – IJmuiden, Dennekoplaan                   | Santpoort, Driehuis    | fährt in den Sommerferien bis nach IJmuiden aan Zee          |

#### Konzession Waterland
Auf den Linien der Konzession Waterland fahren Busse von EBS.
| Linie | Strecke                                                  | via                                                                            | Anmerkung                                                                        |
| ----- | -------------------------------------------------------- | ------------------------------------------------------------------------------ | -------------------------------------------------------------------------------- |
| 301   | Amsterdam, Metro Noord – Edam Busstation                 | Schouw, Watergang, Ilpendam, Purmerend                                         | fährt in der HVZ von/nach Amsterdam Hagedoornplein                               |
| 302   | Amsterdam, Riekerpolder – Purmerend, Korenstraat         | Schouw, Ilpendam                                                               | nur in der HVZ                                                                   |
| 304   | Amsterdam, Metro Noord – Purmerend, Korenstraat          | Ilpendam                                                                       |                                                                                  |
| 305   | Amsterdam, Metro Noord – De Rijp, Wollandje              | Schouw, Watergang, Ilpendam, Purmerend, Middenbeemster                         | fährt vereinzelt zwischen Amsterdam Metro Noord und Purmerend Tramplein          |
| 306   | Amsterdam, Centraal Station – Purmerend, M.L. Kingweg    | Ilpendam                                                                       |                                                                                  |
| 307   | Amsterdam, Metro Noord – Purmerend, Korenstraat          | Schouw, Watergang, Ilpendam                                                    | fährt in der HVZ vereinzelt zwischen Amsterdam Metro Noord und Purmerend Magneet |
| 308   | Amsterdam, Metro Noord – Purmerend, Neckerstraat         | Ilpendam                                                                       |                                                                                  |
| 309   | Amsterdam, Station Sloterdijk – Purmerend, Korenstraat   | Schouw, Watergang, Ilpendam                                                    |                                                                                  |
| 312   | Amsterdam, Metro Noord – Edam Busstation                 | Schouw, Broek in Waterland, Monnickendam, Volendam                             |                                                                                  |
| 314   | Amsterdam Centraal Station – Hoorn Station               | Schouw, Broek in Waterland, Monnickendam, Edam, Oosthuizen, Scharwoude         |                                                                                  |
| 315   | Amsterdam, Metro Noord – Marken, Minneweg                | Schouw, Broek in Waterland, Monnickendam, Zuiderwoude                          |                                                                                  |
| 316   | Amsterdam Centraal Station – Edam Busstation             | Schouw, Broek in Waterland, Monnickendam, Volendam                             |                                                                                  |
| 319   | Amsterdam, Metro Noord – Landsmeer, Vogelwikkestraat     |                                                                                |                                                                                  |
| 375   | Amsterdam, Station Holendrecht – Purmerend, Neckerstraat | Diemen, Schouw, Ilpendam                                                       | nur in der HVZ                                                                   |
| 376   | Amsterdam, Station Holendrecht – Purmerend, P+R N244     | Diemen, Schouw, Watergang, Ilpendam                                            | kein Spät- und Wochenendverkehr                                                  |
| 377   | Amsterdam, Station Holendrecht – Purmerend, Korenstraat  | Diemen, Schouw, Ilpendam                                                       | nur in der HVZ                                                                   |
| 378   | Amsterdam, Station Holendrecht – Edam Busstation         | Diemen, Schouw, Broek in Waterland, Monnickendam, Volendam                     | nur in der HVZ                                                                   |
| 379   | Amsterdam, Station Holendrecht – Hoorn Station           | Diemen, Schouw, Broek in Waterland, Monnickendam, Edam, Oosthuizen, Scharwoude | nur in der HVZ                                                                   |

#### Konzession Zaanstreek
Die Konzession Zaanstreek wird von Connexxion betrieben.
| Linie | Strecke                                                    | via | Anmerkung                                       |
| ----- | ---------------------------------------------------------- | --- | ----------------------------------------------- |
| 391   | Amsterdam Centraal Station – Zaandam, Zaanse Schans        | Prins Hendrikkade, Noord, De Vlinder, Vijfhoek, Het Mennistenerf, Zaans Medisch Centrum, Station Kogerveld, Schipbeek      |                                                 |
| 392   | Amsterdam, Metro Noord – Zaandam Station                   | Noord, Oostzaan, Weerpad/Wachterstraat, De Vlinder, Vijfhoek, Het Mennistenerf, Gedempte Gracht                            |                                                 |
| 394   | Amsterdam Centraal Station – Zaandam Station               | Prins Hendrikkade, Noord, De Vlinder, Weerpad/Wachterstraat, Noordwachter, Het Mennistenerf, Gedempte Gracht               |                                                 |
| 395   | Amsterdam, Station Sloterdijk – Wormerland, P+R A7 afrit 2 | Einsteinweg/Basisweg, De Vlinder, Weerpad/Wachterstraat, Noordwachter, Zaans Medisch Centrum, Station Kogerveld, Schipbeek |                                                 |
| 398   | Amsterdam, Riekerpolder – Zaandam, Zaans Medisch Centrum   | Henk Sneevlietweg, Jan Voermanstraat, Bos en Lommerplein, Einsteinweg/Basisweg, De Vlinder, Vijfhoek, Het Mennistenerf     | HVZ-Linie, fährt zunächst nach Wormerland durch |
| 891   | Amsterdam Centraal Station – Zaandam, Zaanse Schans        | | nur in den Ferien und an Festtagen              |

#### U-Bahn-Linien Amsterdam (Konzession Stadsvervoer Amsterdam)
Die Amsterdamer U-Bahn-Linien mit der Konzession Stadsvervoer Amsterdam werden von GVB betrieben.
| Linie | Strecke                        | via | Anmerkung |
| ----- | ------------------------------ | --- | --------- |
| 50    | Isolatorweg – Gein             | Sloterdijk, Lelylaan, Zuid, RAI, Overamstel, Duivendrecht, Bijlmer ArenA, Holendrecht, Reigersbos                   |           |
| 51    | Isolatorweg – Centraal Station | Sloterdijk, Lelylaan, Zuid, RAI, Overamstel, Amstel, Wibautstraat, Weesperplein, Waterlooplein, Nieuwmarkt          |           |
| 52    | Noord – Zuid                   | Noorderpark, Centraal Station, Rokin, Vijzelgracht, De Pijp, RAI                                                    |           |
| 53    | Centraal Station – Gaasperplas | Nieuwmarkt, Waterlooplein, Weesperplein, Wibautstraat, Amstel, Diemen Zuid, Ganzenhoef                              |           |
| 54    | Centraal Station – Gein        | Nieuwmarkt, Waterlooplein, Weesperplein, Wibautstraat, Amstel, Duivendrecht, Bijlmer ArenA, Holendrecht, Reigersbos |           |

### Provinz Zuid-Holland

#### Konzession Zuid-Holland Noord
In der Konzession Zuid-Holland Noord fahren Busse von Arriva.
| Linie | Strecke                                                  | via                                             | Anmerkung |
| ----- | -------------------------------------------------------- | ----------------------------------------------- | --------- |
| 400   | Zoetermeer, Centrum-West – Leiden Centraal Station       | Stompwijk, Zoeterwoude                          |           |
| 410   | Leiden Centraal Station – Leiderdorp, Alrijne Ziekenhuis |                                                 |           |
| 470   | Alphen aan den Rijn Station – Schiphol, Airport/Plaza    | Woubrugge, Rijnsaterwoude, Leimuiden, Hoofddorp |           |
| 497   | Gouda Station – Schoonhoven, Centrum/Veer                | Stolwijk, Bergambacht, Ammerstol                |           |

#### Konzession Hoeksche Waard und Goeree-Overflakkee
Die Konzession Hoeksche Waard und Goeree-Overflakkee wird von Connexxion betrieben.
| Linie | Strecke                                      | via                                                                                    | Anmerkung                                                 |
| ----- | -------------------------------------------- | -------------------------------------------------------------------------------------- | --------------------------------------------------------- |
| 436   | Rotterdam, Zuidplein – Stellendam Busstation | Numansdorp, Den Bommel, Oude-Tonge, Nieuwe-Tonge, Middelharnis, Sommelsdijk, Dirksland | fährt abends und sonntags nach Ouddorp, Bernhardweg durch |
| 437   | Rotterdam, Zuidplein – Dirksland, Ziekenhuis | Numansdorp, Nieuwe-Tonge, Middelharnis, Sommelsdijk                                    | fährt nur in der HVZ                                      |

#### Konzession Drechtsteden, Molenlanden und Gorinchem
Die Busse in der Konzession Drechtsteden, Molenlanden und Gorinchem werden von Qbuzz bewirtschaftet.
| Linie | Strecke                                                           | via                                   | Anmerkung                                           |
| ----- | ----------------------------------------------------------------- | ------------------------------------- | --------------------------------------------------- |
| 488   | Dordrecht Station – Rotterdam, Kralingse Zoom                     | Zwijndrecht, Hendrik-Ido-Ambacht      |                                                     |
| 489   | Nieuw-Lekkerland, Jan van Nassauplein – Rotterdam, Kralingse Zoom | Kinderdijk, Alblasserdam, Ridderkerk  | höhere Frequenz zwischen Alblasserdam und Rotterdam |
| 491   | Sliedrecht, Stormrand – Rotterdam, Zuidplein                      | Papendrecht, Alblasserdam, Ridderkerk |                                                     |

#### Konzession Voorne-Putten und Rozenburg
Auf den Linien in der Konzession Voorne-Putten und Rozenburg fahren Busse von EBS.
| Linie | Strecke                                             | via                                                                | Anmerkung                                                                            |
| ----- | --------------------------------------------------- | ------------------------------------------------------------------ | ------------------------------------------------------------------------------------ |
| 403   | Spijkenisse, Metro Centrum – Rockanje, Alardusdreef | Geervliet, Heenvliet, Zwartewaal, Vierpolders, Brielle, Oostvoorne | in Rockanje mit der Linie 404 verbunden, fährt in der HVZ via Transferium Maasvlakte |
| 404   | Spijkenisse, Metro Centrum – Rockanje, Alardusdreef | Geervliet, Heenvliet, Hellevoetsluis                               | in Rockanje mit der Linie 403 verbunden                                              |

#### Straßenbahnlinien Den Haag (Konzession Rail Haaglanden)
Die Straßenbahn Den Haag in der Konzession Rail Haaglanden wird von HTM betrieben.
| Linie | Strecke                                     | via | Anmerkung                                       |
| ----- | ------------------------------------------- | --- | ----------------------------------------------- |
| 2     | Kraayenstein – Leidschendam Leidsenhage     | Loosduinen, Houtwijk, Oud Eik en Duinen, Nieuw Eykenduynen, HMC Westeinde, Brouwersgracht, Tramtunnel, Centraal Station, Ternoot, Bezuidenhout, Laan van NOI, Voorburg ’t Loo, Essesteijn                                       | fährt teilweise mit Fahrzeugen von RandstadRail |
| 9     | Scheveningen Noorderstrand – Vrederust      | Kurhaus, Circustheater, Westbroekpark, Madurodam, Koninginnegracht, Malieveld, Centraal Station, Kalvermarkt-Stadhuis, Bierkade, Station Hollands Spoor, Stationsbuurt, Zuiderpark, Moerwijk, Winkelcentrum Leyweg, Morgenstond |                                                 |
| 11    | Scheveningen Haven – Station Hollands Spoor | Statenkwartier, Regentessekwartier, Transvaalkwartier, Haagse Markt, Schilderswijk, Stationsbuurt |                                                 |
| 15    | Nootdorp – Centraal Station                 | Ypenburg, P+R Hoornwijck, Broekpolder, Hoornbrug, Rijswijk, Laakkwartier, Rijswijkseplein/Station Hollands Spoor, Bierkade, Kalvermarkt-Stadhuis, Centraal Station, Korte Voorhout, Buitenhof, Centrum, Bierkade                |                                                 |
| 17    | Centraal Station – Wateringen               | Rijswijkseplein, Station Hollands Spoor, Laakkwartier en Spoorwijk, Plaspoelpolder, Rijswijk Station, In de Bogaard, Eikelenburg, Wateringse Veld                                                                               |                                                 |

#### U-Bahn-Linien Rotterdam (Konzession Rail Rotterdam)
Die Metro Rotterdam in der Konzession Rail Rotterdam wird von RET bewirtschaftet.
| Linie | Strecke                       | via | Anmerkung |
| ----- | ----------------------------- | --- | --- |
| A     | Binnenhof – Schiedam Centrum  | Alexander, Oosterflank, Capelsebrug, Kralingse Zoom, Blaak, Beurs, Marconiplein                                                               | Linie wird im Frühjahr 2019 nach Vlaardingen West verlängert                                                   |
| B     | Nesselande – Schiedam Centrum | Ambachtsland, Hesseplaats, Alexander, Oosterflank, Capelsebrug, Kralingse Zoom, Blaak, Beurs, Marconiplein                                    | Linie wird im Frühjahr 2019 nach Hoek van Holland Haven und Mitte 2021 nach Hoek van Holland Strand verlängert |
| C     | De Terp – De Akkers           | Capelsebrug, Kralingse Zoom, Blaak, Beurs, Marconiplein, Schiedam Centrum, Pernis, Hoogvliet, Spijkenisse Centrum                             | |
| D     | Centraal Station – De Akkers  | Beurs, Zuidplein, Slinge, Rhoon, Poortugaal, Hoogvliet, Spijkenisse Centrum                                                                   | |
| E     | Den Haag Centraal – Slinge    | Leidschendam-Voorburg, Leidschenveen, Nootdorp, Pijnacker Centrum, Berkel Westpolder, Rodenrijs, Blijdorp, Centraal Station, Beurs, Zuidplein | Teil von RandstadRail                                                                                          |

#### Eisenbahn
In der Provinz Zuid-Holland sind zwei Eisenbahnstrecken Bestandteil von R-net: Eine Strecke führt von Alphen aan den Rijn nach Gouda, die andere verläuft von Dordrecht nach Geldermalsen. Erstere wird seit 2016 von den Nederlandse Spoorwegen mit Zügen von Abellio betrieben. Letztere fällt seit Dezember 2018 unter die Zuständigkeit von Qbuzz, nachdem diese den Betrieb von Arriva übernommen hat.
| Serie | Zuggattung        | Strecke                              | Anmerkung                                                                                            |
| ----- | ----------------- | ------------------------------------ | --- |
| 7100  | Stoptrein (Qbuzz) | Dordrecht – Gorinchem                | hält nicht am Bahnhof Hardinxveld Blauwe Zoom                                                        |
| 7200  | Stoptrein (Qbuzz) | Dordrecht – Gorinchem – Geldermalsen | |
| 8600  | Sprinter          | Alphen aan den Rijn – Gouda          | bildet mit der Serie 8700 eine viertelstündliche Verbindung (abends und am Wochenende halbstündlich) |
| 8700  | Sprinter          | Alphen aan den Rijn – Gouda          | nicht abends und am Wochenende, bildet mit der Serie 8600 eine vierstündliche Verbindung             |

## Fuhrpark
Der Fuhrpark von R-net umfasst eine Vielzahl an Bussen, Straßenbahn- sowie U-Bahn-Wagen und Zügen. Im Folgenden wird eine Übersicht gegeben.

### Busse
Der Busverkehr im Einzugsgebiet von R-net wird von Arriva, Connexxion, EBS, Keolis und Qbuzz betrieben. Die Verkehrsunternehmen kauften hierzu eine Reihe von verschiedenen Busmodellen an. Einige wurden bereits für den Einsatz bei den Verkehrsprojekten Regionet und Zuidtangent genutzt.
| Verkehrsbetrieb       | Modell                       | Anzahl | Konzession                                                   | Linien                                              | Bild | Anmerkungen                                                                                             |
| --------------------- | ---------------------------- | ------ | ------------------------------------------------------------ | --------------------------------------------------- | ---- | --- |
| Arriva                | Volvo 8900 LE                | 37     | Zuid-Holland Noord                                           | 400, 410, 470, 497                                  |      | einige Modelle waren zuvor Teil von Qliner                                                              |
| Arriva                | VDL Citea LLE-120            | 7      | Zuid-Holland Noord                                           | 497                                                 |      | wurden vorher in den Farben von Arriva eingesetzt                                                       |
| Connexxion            | Mercedes-Benz CapaCity L     | 34     | Amstelland-Meerlanden                                        | 300, 310, 397, N30, N97                             |      | erster Bus als Versuchsmodell im Jahr 2016 eingesetzt, anschließend von Syntus Overijssel übernommen    |
| Connexxion            | Iveco Bus Crossway LE        | 47     | Amstelland-Meerlanden                                        | 340–342, 357, N42                                   |      | |
| Connexxion            | VDL Citea LLE-120            | 39     | Haarlem-IJmond, Hoeksche Waard und Goeree-Overflakkee        | 382, 385, 436, 437, N30                             |      | |
| Connexxion            | VDL Citea CLE-137            | 10     | Zaanstreek                                                   | 391, 392, 394, 891                                  |      | vormals bei Regionet verwendet                                                                          |
| Connexxion            | Berkhof Ambassador ALE-120   | 33     | Zaanstreek                                                   | 391, 392, 394, 395, 398, 891                        |      | vormals bei Regionet verwendet                                                                          |
| Connexxion            | MAN Lion’s City TÜ           | 35     | Amstelland-Meerlanden                                        | 347, 357                                            |      | außer Dienst                                                                                            |
| Connexxion            | Mercedes-Benz Citaro         | 4      | Amstelland-Meerlanden                                        | 342                                                 |      | außer Dienst                                                                                            |
| Connexxion            | Volvo 8700 BLE               | 16     | Amstelland-Meerlanden                                        | 346                                                 |      | außer Dienst                                                                                            |
| Connexxion            | Volvo 8700 RLE               | 30     | Amstelland-Meerlanden                                        | 322, 327, 328, 340, 346, 397                        |      | vormals bei Regionet verwendet, teilweise außer Dienst                                                  |
| Connexxion            | VDL Citea XLE-137            | 15     | Gooi en Vechtstreek                                          | 320, N32                                            |      | vormals bei Regionet verwendet                                                                          |
| Connexxion            | Mercedes-Benz Citaro G       | 49     | Amstelland-Meerlanden                                        | 300, 310, 347, 356, N30                             |      | vormals bei Regionet und auf dem Zuidtangent verwendet, außer Dienst                                    |
| Connexxion            | Solaris Urbino 18            | 40     | Amstelland-Meerlanden                                        | 356, 397, N30, N97                                  |      | teilweise außer Dienst                                                                                  |
| Connexxion            | VDL Citea SLFA-180E          | 49     | Amstelland-Meerlanden                                        | 342, 347, 348, 357, 358, N47, N57                   |      | |
| EBS                   | Scania OmniLink (Gelenkbus)  | 25     | Waterland                                                    | 301, 302, 304–309, 312, 314–316, N14                |      | |
| EBS                   | VDL Citea SLFA-181E          | 10     | Waterland                                                    | 316                                                 |      | |
| EBS                   | Scania Citywide LE 14,5m CNG | 6      | Voorne-Putten und Rozenburg                                  | 403–404                                             |      | |
| EBS                   | Scania OmniLink              | 98     | Waterland                                                    | 301, 302, 304–309, 312, 314–316, 319, N01, N04, N10 |      | zwei Fahrzeuge wurden bei Arriva in Limburg eingesetzt, zwei weitere verkehrten zuvor in Farben von EBS |
| EBS                   | Iveco Bus Crossway CNG LE    | 23     | Voorne-Putten und Rozenburg                                  | 403, 404                                            |      | |
| Keolis                | MAN Lion’s City L LE         | 33     | Busvervoer Almere                                            | 322–324, 326–328, N21–N23                           |      | |
| Oostenrijk            | Scania-Higer A30             | 47     | Waterland                                                    | 375–379                                             |      | im Auftrag von EBS                                                                                      |
| Pouw Vervoer          | VDL Citea XLE-137            | 7      | Gooi en Vechtstreek                                          | 320, N32                                            |      | im Auftrag von Connexxion, vormals bei Regionet verwendet                                               |
| Qbuzz                 | Iveco Bus Crossway LE        | 28     | Drechtsteden, Molenlanden und Gorinchem                      | 488, 489, 491                                       |      | |
| Taxi Centrale Renesse | Mercedes-Benz Citaro LE Ü    | 7      | Hoeksche Waard und Goeree-Overflakkee, Amstelland-Meerlanden | 436, 437                                            |      | im Auftrag von Connexxion, wurden vorher in den Farben von Arriva eingesetzt                            |
| Taxi Centrale Renesse | VDL Futura FDD2-141          | 18     | Amstelland-Meerlanden                                        | 346                                                 |      | im Auftrag von Connexxion                                                                               |
| Taxi Centrale Renesse | Iveco Bus Crossway LE        | 10     | Drechtsteden, Molenlanden und Gorinchem                      | 491                                                 |      | im Auftrag von Qbuzz                                                                                    |
| Taxi Centrale Renesse | Mercedes-Benz Citaro G       | 1      | Hoeksche Waard und Goeree-Overflakkee                        | 436, 437                                            |      | vormals von Connexxion verwendet, im Auftrag von Connexxion                                             |

### Straßenbahn
Seit 2015 werden Straßenbahnwagen von HTM im R-net eingesetzt. Des Weiteren zählen ebenfalls die Straßenbahnen von RandstadRail zum R-net.
| Verkehrsbetrieb | Modell              | Anzahl | Konzession      | Linien           | Bild | Anmerkungen           |
| --------------- | ------------------- | ------ | --------------- | ---------------- | ---- | --------------------- |
| HTM             | Alstom RegioCitadis | 71     | Rail Haaglanden | 2, 3, 4, 19      |      | Teil von RandstadRail |
| HTM             | Siemens Avenio      | 70     | Rail Haaglanden | 2, 9, 11, 15, 17 |      |                       |

### U-Bahnen
Die Verkehrsbetriebe GVB und RET nutzen neben neuen U-Bahn-Wagen auch ältere Fahrzeuge in der Corporate Identity von R-net, die zuvor bereits in Besitz des jeweiligen Unternehmens gewesen sind.
| Verkehrsbetrieb | Modell            | Anzahl | Konzession             | Linien                          | Bild | Anmerkungen                                                  |
| --------------- | ----------------- | ------ | ---------------------- | ------------------------------- | ---- | ------------------------------------------------------------ |
| GVB             | M4                | 33     | Stadsvervoer Amsterdam | 50, 53, 54                      |      |                                                              |
| GVB             | M5                | 28     | Stadsvervoer Amsterdam | 50, 52–54                       |      |                                                              |
| RET             | B (MG2/1)         | 63     | Rail Rotterdam         | C, D                            |      |                                                              |
| RET             | S (SG2/1)         | 18     | Rail Rotterdam         | A, B, C                         |      |                                                              |
| RET             | R (RSG3/SG3/HSG3) | 86     | Rail Rotterdam         | RSG3: E SG3: A, B, D HSG3: A, B |      | RSG3 ist Teil von RandstadRail und verkehrt in dessen Farben |

### Eisenbahn
Für die Konzession „Gouda–Alphen aan den Rijn“ schafften die Nederlandse Spoorwegen neue Züge in den rot-grauen Farben an. Ebenso kaufte Arriva für die Konzession „Drechtsteden, Alblasserwaard, Vijfheerenlanden“ (MerwedeLingelijn) im Jahr 2007 neue Triebfahrzeuge, die zum 9. Dezember 2018 von Qbuzz übernommen worden sind und nach den Corporate Identity von R-net umgestaltet werden sollen.
| Verkehrsbetrieb        | Modell          | Anzahl | Konzession                           | Bild | Anmerkungen                                                                          |
| ---------------------- | --------------- | ------ | ------------------------------------ | ---- | ------------------------------------------------------------------------------------ |
| Qbuzz                  | Stadler GTW     | 10     | Drechtsteden, Molenlanden, Gorinchem |      | seit 2007 als Teil von Arriva auf der Strecke, im Dezember 2018 von Qbuzz übernommen |
| Nederlandse Spoorwegen | Stadler FLIRT 3 | 6      | Gouda – Alphen aan den Rijn          |      |                                                                                      |